# サビエル・バティスタ
- ハビエル・バティスタ
- ゼイビア・バティスタ
- ザビエル・バティスタ

サビエル・アレクサンダー・バティスタ（Xavier Alexander Batista、1992年1月18日 - ）は、ドミニカ共和国サン・ペドロ・デ・マコリス州出身のプロ野球選手（一塁手、左翼手）。右投右打。KAMIKAWA・士別サムライブレイズ所属。
CPBLでの登録名は「霸帝士」。

## 経歴

### 広島入団前
2009年にシカゴ・カブスと契約してからマイナーリーグでプレー。しかし、最高でA-級までしか昇格できず、ルーキー級に降格した2013年のシーズン途中で退団した。
カブスからの退団を機に故郷のドミニカ共和国へ戻ると、2015年にカープアカデミーへ入所するまではどのチームにも所属せず、およそ1年半にわたって、自主トレーニングへ専念していた。
2015年秋から2016年の春季キャンプまでは、広島東洋カープの練習生として、アレハンドロ・メヒアとともに日本へ派遣。派遣期間中には、2015年秋季キャンプの紅白戦でサヨナラ打、2016年の春季キャンプではメヒアと揃って本塁打を放った。

### 広島入団後
2016年3月9日に、広島との間で、育成選手としての契約を正式に結んだ。契約当初の背番号は145で、後にメヒアも育成選手として入団している。
2016年のレギュラーシーズン中は、二軍監督の水本勝己の下で日本人選手と同じ内容の練習を積みながら、メヒアと共に実戦経験を積極的に与えられた。ウエスタン・リーグ公式戦では、68試合の出場で、打率.243、6本塁打、19打点という成績を残している。
2017年には、ウエスタン・リーグの開幕戦から5月下旬までに、39試合の出場で打率.363、14本塁打、38打点（いずれもリーグ1位）を記録。6月2日には、広島と6年間の支配下選手契約を結び、背番号を95に変更した。翌6月3日にラミロ・ペーニャに代わって出場選手登録を果たすと、同日の対千葉ロッテマリーンズ戦（MAZDA Zoom-Zoom スタジアム広島）6回裏に代打で一軍初打席本塁打を記録。ヒーローインタビューではヘンディ・クレート通訳の片言の日本語とともにファンの心を掴んだ。翌6月4日の同カードでも、6回裏に代打で本塁打を放った。NPBの一軍公式戦初打席から通算で2打席続けて本塁打を放った選手は、山村善則・村上信一に次いで史上3人目だが、外国人選手および育成契約を経た選手では初めて。2打席がいずれも代打という事例は、村上以来2人目であった。次のカードであった北海道日本ハムファイターズとの3連戦（札幌ドーム）では、左翼手としてスタメンに起用。6月6日の第1戦では無安打に終わったが、6月7日の第2戦では、来日後初めての1試合2本塁打を記録した。8月5日・8月6日の対横浜DeNAベイスターズ戦（横浜スタジアム）でもスタメンで2試合連続本塁打を放ったものの、以降の試合での代打起用で三振が続いたことから、メヒアと入れ替わる格好で8月18日に登録を抹消。9月8日に再び登録されると、一軍の公式戦でも、9月14日の対横浜DeNAベイスターズ戦（マツダスタジアム）でシーズン10号本塁打を記録した。さらに、「5番・右翼手」としてスタメンに起用された9月18日の対阪神タイガース戦（阪神甲子園球場）では、同点で迎えた8回表に決勝打を放ってチームのセントラル・リーグ2連覇決定に貢献。ウエスタン・リーグでは公式戦で21本塁打を放ち、本塁打王のタイトルを陽川尚将と分け合った。
2018年よりポジション登録が内野手から外野手に変更された。前年を上回る99試合に出場し、規定打席未到達ながら丸佳浩、鈴木誠也に次ぐチーム3位の25本塁打を放った。シーズンでの本塁打率は302打席で10.92を記録し、これはネフタリ・ソトに次いでリーグ2位だった。
2019年は自身初の開幕一軍入りを果たす。平成最後の日である4月30日の阪神タイガース戦で、8回表に島本浩也から3点本塁打を放ち、これはNPBの平成時代最後の本塁打となった。

### ドーピング発覚
2019年8月17日、ドーピング検査において陽性通知を受け、一軍選手登録を抹消、9月3日、NPBアンチ・ドーピング委員会より6か月間の出場資格停止処分が科せられた。NPB出場停止処分中の2019年の冬季には、2017年オフに参加していたドミニカ冬季リーグのレオネス・デル・エスコヒード及びエストレージャス・オリエンタレスにてプレーしていた。
2020年3月2日、球団は上記理由により、6年契約の途中ながら契約解除を発表し（同日が出場停止期間最終日であった）、同日付で自由契約公示された。

### メキシカンリーグ時代
2021年5月6日、メキシカンリーグのモンテレイ・サルタンズに入団することが発表された。6月5日にトレードでレオン・ブラボーズに移籍。この年は2球団合計で66試合に出場し、打率.296、リーグ2位の19本塁打、57打点の成績を残した。

### 台湾・富邦時代
2021年12月24日、CPBLの富邦ガーディアンズに入団することが発表された。
2022年4月3日にCPBL初出場を果たした。富邦では18試合に出場して打率.157、1本塁打という成績に終わり、7月2日に外国人枠の関係で支配下選手登録を抹消され、同月16日に解雇された。

### メキシカンリーグ時代
2023年2月16日にメキシカンリーグのレオン・ブラボーズに2年ぶりに復帰した。開幕から19試合に出場したが、打率.247、4本塁打、17打点に終わり、5月13日に自由契約となった。
2023年5月16日に同リーグのグアダラハラ・マリアッチスと契約した。グアダラハラでは14試合に出場して打率.271、3本塁打、4打点という成績で、6月1日に自由契約となった。
2023年6月9日にこの年3球団目となるカンペチェ・パイレーツと契約を結んだ。

### 士別サムライブレイズ時代
2025年2月27日、北海道フロンティアリーグ所属のKAMIKAWA・士別サムライブレイズと契約したことが発表された。士別では「ハビエル・バティスタ」と表記されている。背番号は広島時代と同じ「95」となり、退団後も日本から再びプレーを見たいというファンレターが多数届いていたことが入団の一因であると取材に対して述べている。

## プレースタイル・人物

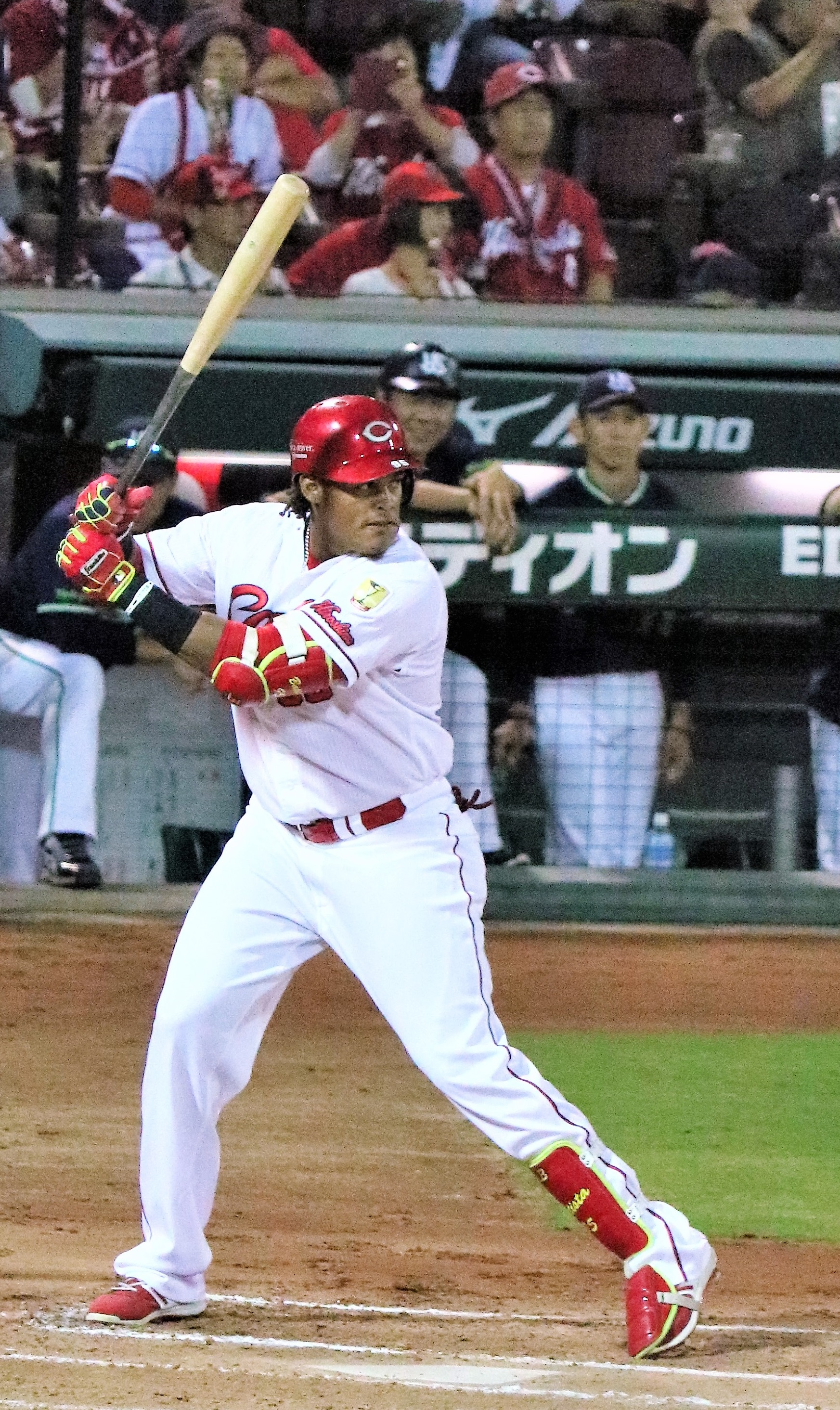
打席に立つバティスタ

長打力が売りであり、スイングスピードはウラディミール・バレンティンやトニ・ブランコ、山田哲人に匹敵する。バティスタ本人はバレンティンのような選手になることを目標としている。
2018年シーズンは外野手と一塁手の両方を務めていた。同シーズン終盤のインタビューでは、練習の成果で守備が上達したことを話している。同時に打撃に関しても、甘いボールを芯でとらえることを意識しており、本塁打は狙っていないと語っていた。さらに「もし1年間先発オーダーに入っていたら多分35本から40本は打てると思う」と豪語していた。
野球以外に関してはバスケットボールを幼少期に経験していた。ただ、NBAにプロ入りする自信はなく、野球の方が給料が高いため、結果としては野球を選んだ。また、バスケットボールを断念した理由としては「バスケットはケガしやすいしね」と話している。広島入団後も、ケガをしたらいけないのでバスケットボールはテレビゲームで我慢していた。

## 詳細情報

### 年度別打撃成績
| 年 度     | 球 団     | 試 合 | 打 席 | 打 数 | 得 点 | 安 打 | 二 塁 打 | 三 塁 打 | 本 塁 打 | 塁 打 | 打 点 | 盗 塁 | 盗 塁 死 | 犠 打 | 犠 飛 | 四 球 | 敬 遠 | 死 球 | 三 振 | 併 殺 打 | 打 率 | 出 塁 率 | 長 打 率 | O P S |
| --------- | --------- | ----- | ----- | ----- | ----- | ----- | -------- | -------- | -------- | ----- | ----- | ----- | -------- | ----- | ----- | ----- | ----- | ----- | ----- | -------- | ----- | -------- | -------- | ----- |
| 2017      | 広島      | 61    | 143   | 125   | 21    | 32    | 5        | 0        | 11       | 70    | 26    | 0     | 0        | 0     | 2     | 15    | 0     | 1     | 44    | 3        | .256  | .336     | .560     | .896  |
| 2018      | 広島      | 99    | 302   | 273   | 38    | 66    | 8        | 0        | 25       | 149   | 55    | 0     | 1        | 0     | 2     | 26    | 4     | 1     | 81    | 6        | .242  | .308     | .546     | .854  |
| 2019      | 広島      | 103   | 423   | 372   | 54    | 100   | 11       | 1        | 26       | 191   | 64    | 0     | 0        | 0     | 3     | 45    | 2     | 3     | 108   | 6        | .269  | .350     | .513     | .863  |
| 2024      | 富邦      | 18    | 60    | 51    | 4     | 8     | 2        | 0        | 1        | 13    | 9     | 0     | 0        | 0     | 2     | 7     | 1     | 0     | 21    | 0        | .157  | .250     | .255     | .505  |
| NPB：3年  | NPB：3年  | 263   | 868   | 770   | 113   | 198   | 24       | 1        | 62       | 410   | 145   | 0     | 1        | 0     | 7     | 86    | 6     | 5     | 233   | 15       | .257  | .333     | .532     | .865  |
| CPBL：1年 | CPBL：1年 | 18    | 60    | 51    | 4     | 8     | 2        | 0        | 1        | 13    | 9     | 0     | 0        | 0     | 2     | 7     | 1     | 0     | 21    | 0        | .157  | .250     | .255     | .505  |

- 2024年度シーズン終了時

### 年度別守備成績
| 年 度 | 球 団 | 外野  | 外野  | 外野  | 外野  | 外野  | 外野     | 一塁  | 一塁  | 一塁  | 一塁  | 一塁  | 一塁     |
| 年 度 | 球 団 | 試 合 | 刺 殺 | 補 殺 | 失 策 | 併 殺 | 守 備 率 | 試 合 | 刺 殺 | 補 殺 | 失 策 | 併 殺 | 守 備 率 |
| ----- | ----- | ----- | ----- | ----- | ----- | ----- | -------- | ----- | ----- | ----- | ----- | ----- | -------- |
| 2017  | 広島  | 30    | 27    | 0     | 1     | 0     | .964     | -     | -     | -     | -     | -     | -        |
| 2018  | 広島  | 30    | 35    | 1     | 1     | 0     | .973     | 42    | 310   | 30    | 3     | 29    | .991     |
| 2019  | 広島  | 3     | 1     | 0     | 0     | 0     | 1.000    | 96    | 765   | 54    | 4     | 53    | .995     |
| 通算  | 通算  | 63    | 63    | 1     | 2     | 0     | .970     | 138   | 1075  | 84    | 7     | 82    | .994     |

- 2019年度シーズン終了時

### 記録

#### NPB初記録
- 初出場：2017年6月3日、対千葉ロッテマリーンズ2回戦（MAZDA Zoom-Zoom スタジアム広島）、6回裏に一岡竜司の代打で出場
- 初打席・初安打・初打点・初本塁打：同上、6回裏に松永昂大から中越2ラン ※初打席本塁打は史上60人目
- 初先発出場：2017年6月6日、対北海道日本ハムファイターズ1回戦（札幌ドーム）、「7番・左翼手」で先発出場

#### 記録
- 平成最後の本塁打：2019年（平成31年4月30日）、対阪神タイガース4回戦（阪神甲子園球場）、8回表に島本浩也から左中間3ラン

### 背番号
- 145（2015年 - 2017年6月2日）
- 95（2017年6月3日 - 2019年、2025年 - ）
- 44（2022年）